# 滕皮奥保萨尼亚
滕皮奥保萨尼亚（義大利語：Tempio Pausania，读音ⓘ）是義大利撒丁大区北部薩薩里省的一個市镇，人口有1.4萬人。曾是原奧爾比亞-滕皮奧省的行政中心所在地。盛產葡萄。

## 友好城市
- 法國 萨尔泰讷